# 愛知県道514号緒川停車場線
愛知県道514号緒川停車場線（あいちけんどう514ごう おがわていしゃじょうせん）は、愛知県知多郡東浦町内を通る一般県道である。

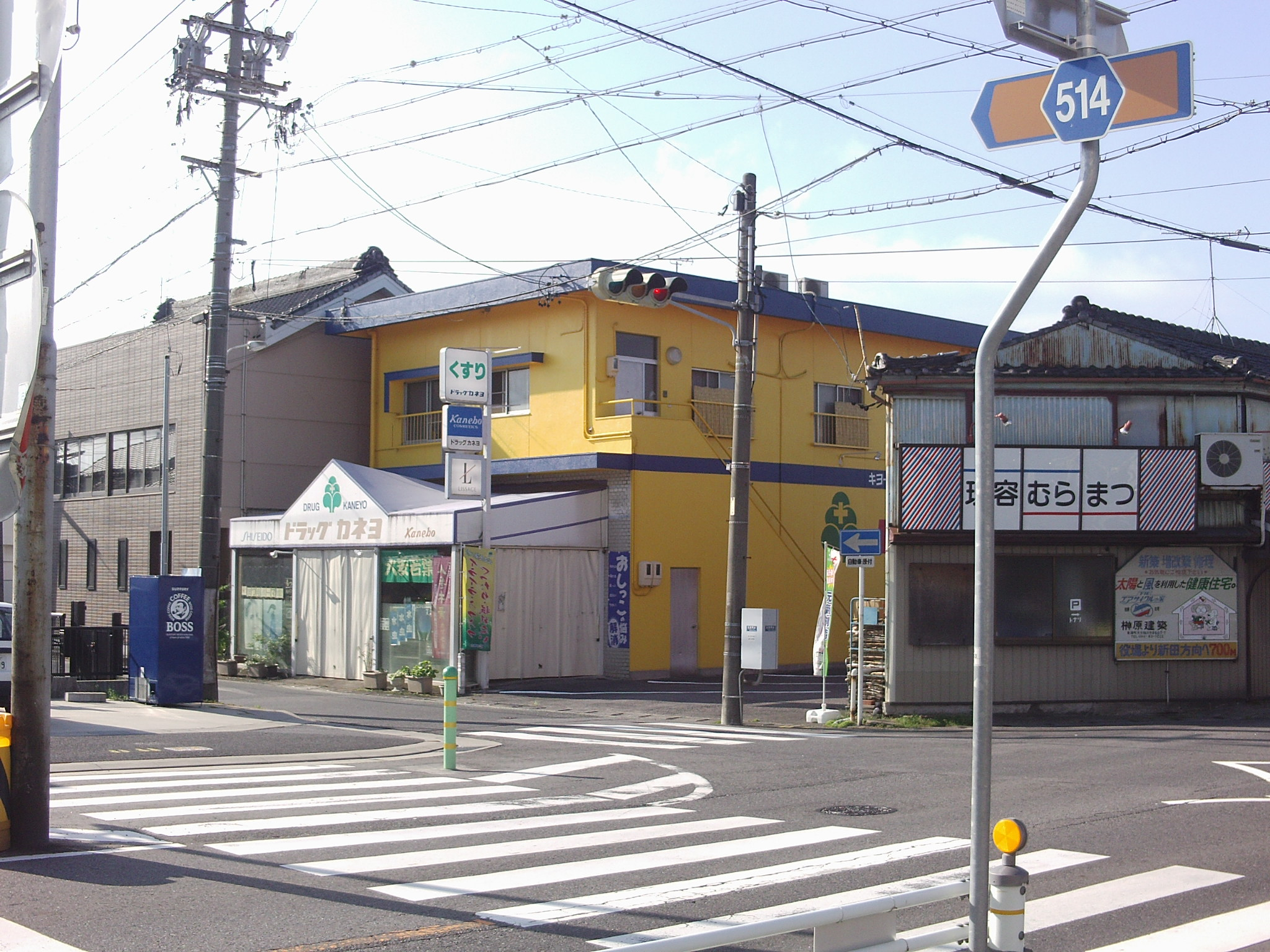
終点側から。昔の緒川街道の一部区間がこの県道に当たる。東浦町道路元標は交差点を西に進んだ突き当り（県道を少し外れた場所）にある。

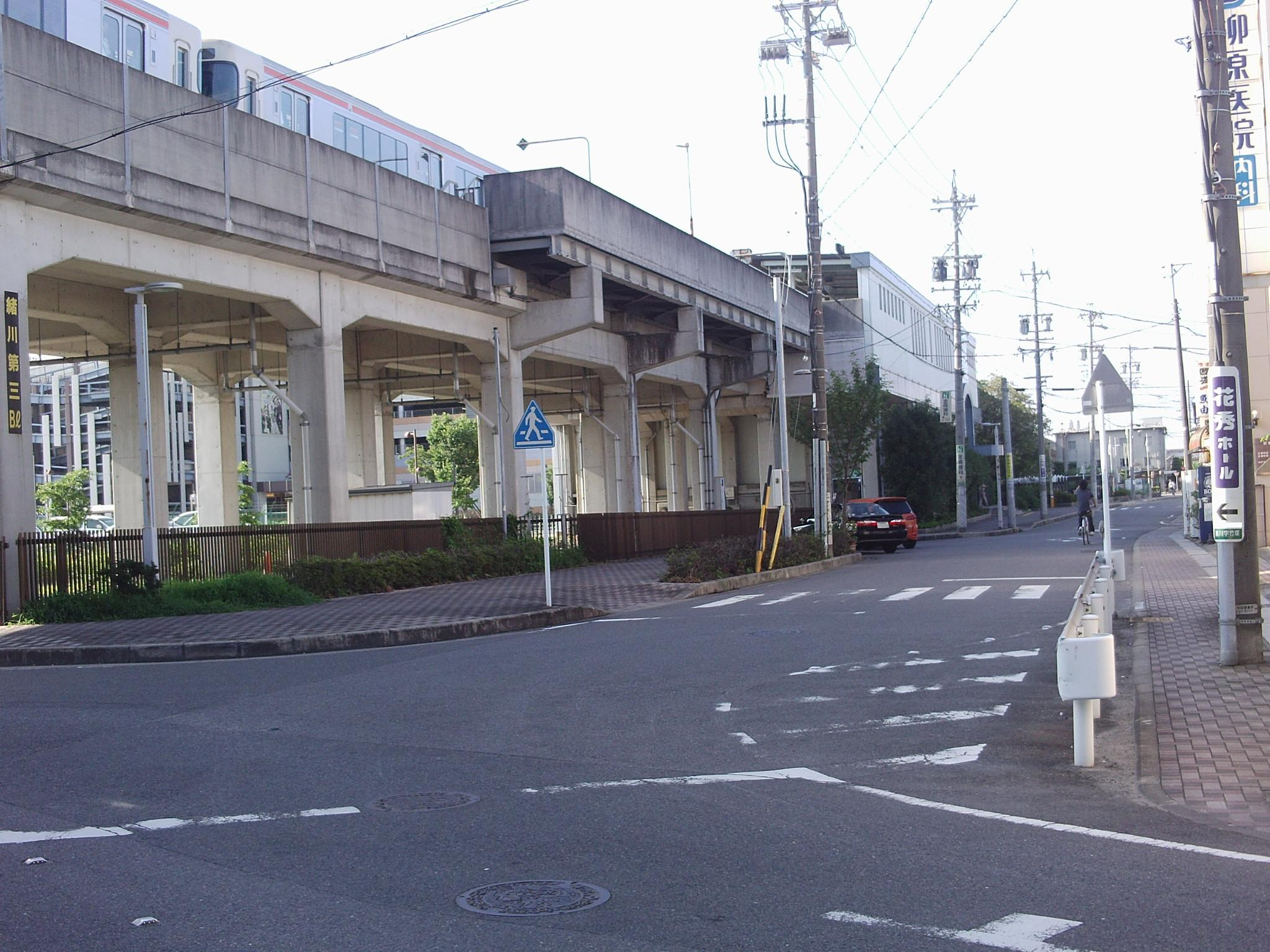
起点緒川停車場を望む。1995年に高架化された。

## 概要

### 路線データ
- 起点:緒川停車場
- 終点:愛知県知多郡東浦町大字緒川（国道366号交点）

## 沿革
- 1994年4月1日 それまでの愛知県道255号八幡緒川停車場線の末端区間を改番、認定。

## 周辺
- JR武豊線 緒川駅
- 知多信用金庫 緒川支店

## 別名
- 緒川街道（東浦町）